# José Joaquín Prieto Vial
José Joaquín Prieto (Concepción, 20 de Agosto de 1786 — Santiago, 22 de Novembro de 1854) foi um Militar e político chileno. Foi Presidente do Chile entre 1831 e 1841. Sendo o primeiro a se reeleger para dois mandatos consecutivos
Joaquín Prieto foi chefe das tropas conservadoras na guerra civil de 1829. Com a vitória na batalha de Lircay, Prieto assume a presidência do país em 1831, iniciando o período denominado República Autoritária.
As principais obras durante seu governo foram o pagamento da dívida interna, o estabelecimento  do Sistema Presidencial e a aprovação da Constituição de 1833, além de acabar com o grupo de sequestradores (irmãos Pinchera) que haviam convertido-se em um símbolo da fase anterior (denominada anárquica). Entre os ministros que o acompanharam em seu período, destacam-se Manuel Rengifo e Diego Portales Palazuelos. Faleceu em 22 de Novembro de 1854, aos 68 anos de idade.

## Ministros de Estado
| Ministério                           | Nome/Período |
| ------------------------------------ | --- |
| Interior e Relações Exteriores       | Ramón Errázuriz Aldunate (1831-1832) Joaquín Tocornal Jiménez (1832-1835) Diego Portales (1835-1837) Joaquín Tocornal Jiménez (1837-1838) Ramón Luis Irarrázaval (1838-1840) Joaquín Tocornal Jiménez (1840-1841) Manuel Montt (apenas Interior) (1840-1841) José Miguel Irarrázaval (1841) Ramón Luis Irarrázaval (1841) |
| Guerra e Marinha                     | Diego Portales (1831-1832) Ramón de la Cavareda Trucios (1832-1835) Diego Portales (1835-1837) Ramón de la Cavareda Trucios (1837-1840) Manuel Montt (1840-1841) |
| Fazenda                              | Manuel Rengifo (1831-1835) Joaquín Tocornal (1835-1841) Rafael Correa de Saa y Lazón (1841) |
| Justiça, Cultura e Instrução Pública | Diego Portales (1837) Mariano Egaña (1837-1841) Manuel Montt (1841) |